# Endrolloken
Endrolloken är en sjö i Härjedalens kommun i Härjedalen och ingår i Ljusnans huvudavrinningsområde. Sjön har en area på 0,0194 kvadratkilometer och ligger 760,5 meter över havet. Endrolloken ligger i Rogen Natura 2000-område. Vid provfiske har röding och öring fångats i sjön.

## Delavrinningsområde
Endrolloken ingår i det delavrinningsområde (691828-133373) som SMHI kallar för Ovan None. Medelhöjden är 771 meter över havet och ytan är 3,01 kvadratkilometer. Det finns inga avrinningsområden uppströms utan avrinningsområdet är högsta punkten. Vattendraget som avvattnar avrinningsområdet har biflödesordning 3, vilket innebär att vattnet flödar genom totalt 3 vattendrag innan det når havet efter 391 kilometer. Avrinningsområdet består mestadels av skog (75 procent) och sankmarker (19 procent). Avrinningsområdet har 0,18 kvadratkilometer vattenytor vilket ger det en sjöprocent på 6 procent.